# Острова (Калужская область)
Острова́ — деревня в Сухиничском районе Калужской области. Входит в состав сельского поселения «Деревня Юрьево».

## География
Деревня находится на расстоянии 15 км к северо-востоку от города Сухиничи, административного центра района, и 60 км к юго-западу от города Калуга, административного центра области.

### Часовой пояс
Деревня Острова, как и вся Калужская область, находится в часовой зоне МСК (московское время). Смещение применяемого времени относительно UTC составляет +3:00.

## Население
| 2002 | 2010 |
| ---- | ---- |
| 9    | ↘3   |